# راین پی‌تی-۲۲
راین پی‌تی-۲۲ (به انگلیسی: Ryan_PT-22_Recruit) یک هواگرد ملخ‌پیشین تک‌موتوره از نوع آموزشی ساخت شرکت راین است. در مجموع، تعداد ۱٬۰۴۸ فروند از این هواگرد ساخته شده‌است.